# Rocca di Cave
Rocca di Cave és un comune (municipi) de la ciutat metropolitana de Roma, a la regió italiana del Laci, situat uns 40 km a l'est de Roma.
L'1 de gener de 2018 tenia 371 habitants.
Les restes del castell de la família Colonna acullen actualment un museu geo-paleontològic i un punt d'observació astronòmic.